# Joseph Davilmar Théodore

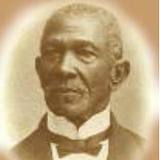
Joseph Davilmar Theodore (ca. 1914)

Joseph Davilmar Théodore (* 1847 in Ouanaminthe; † 1917 in Port-au-Prince) war ein haitianischer Politiker und Präsident von Haiti.

## Leben
Nach der Schulausbildung trat er in die Armee ein, in der er bis zum Major aufstieg. Später war er als Lehrer und als Diplomat tätig.
Seine politische Laufbahn begann er als Senator. Als Nationalist lehnte er jede Art US-amerikanischer Okkupation ab und unterstrich diese Haltung dadurch, dass er als Führer der aufständischen Kleinbauern Cacos gegen die Regierungsarmee in Ouanaminthe kämpfte und mit seinen Truppen in Richtung der Hauptstadt Port-au-Prince zog.
Am 6. November 1914 wurde er als Nachfolger von Oreste Zamor Präsident von Haiti. Wegen seiner antiamerikanischen Haltung wurde er durch einen von den USA unterstützten Staatsstreich unter dem Befehl von Jean Vilbrun Guillaume Sam am 21. Februar 1915 gestürzt. Dabei wurde ihm auch zum Verhängnis, dass er nicht wie versprochene die Löhne der aufständischen Bauern zahlen konnte und diese sich dadurch auch gegen ihn wandten.
Nach seinem Sturz begab er sich zunächst für einige Zeit ins Exil nach Curaçao. Allerdings kehrte er noch unter dem US-Protektorat nach Haiti zurück, wo er 1917 in Port-au-Prince starb. Allerdings wurde ihm kein Staatsbegräbnis zuteil.